# Lotus armeniacus
Lotus armeniacus är en ärtväxtart som beskrevs av Kit Tan och Sorger. Lotus armeniacus ingår i släktet käringtänder, och familjen ärtväxter. Inga underarter finns listade i Catalogue of Life.